# Afladž
Afladž je drevni podzemni sustav navodnjavanja kojih ima oko 3,000 u Omanu, a pet iz pokrajine Unutarnji Oman je upisano na UNESCO-ov popis mjesta svjetske baštine u Aziji i Oceaniji 2006. godine kao "primjer drevne inženjerske tehnologije dugotrajne i održive uporabe izvora vode za kultivaciju palmi i drugih kultura u iznimno suhoj pustinjskoj klimi".

## Odlike
Afladž je množina od faladž, što na arapskom znači "podijeljen na dijelove", te se razlikuju tri vrste afladža:
- Da'mdi (داوودية) su dugi tuneli (kanati) koji su prokopani u zemlju dubine do desetak metara, a dugi po nekoliko kilometara. Kroz njih voda teče tijekom cijele godine, a njihov smjer je istaknut serijom nadzemnih otvora koji su stalno otvoreni kako bi se damdi provjetravali.
- Aini (العينية) su fladži koji izvlaće vodu s izvora, uključujući i termalne izvore.
- Ghiajl (الغيلية) je kanal koji branom usmjerava vodu u gornjim dijelovima korita.

Ovaj sustav navodnjavanja potječe iz oko 500. pr. Kr., kao kod naselja Izki i Faladž Al-Malki, koji se smatraju najstarijima u Omanu. No, postoje arheološki dokazi kako su slični sustavi navodnjavali pustinjske krajeve još oko 2500. pr. Kr. Ostali zaštićeni faladži su Faladž Darisu, najveći faladž koji je povezan s gradom Nizva, te Faladž Al-Khatmin, koji je povezan s utvrdom Bait Al-Redadah iz 17. stoljeća, ali i njihovi pripadajuće džamije, česme, te kuće u kojima se dijelila voda.
U njima je voda prirodnim padom (gravitacijom) vođena iz podzemnih ili nadzemnih izvora kanalima sve do poljoprivrednih polja ili domaćinstava koji su potpuno ovisili o njima. Ravnopravno i učinkovito upravljanje afladžima i podjela vode u selima i naseljima je još uvijek organizirano prema zajedničkoj ovisnosti i vrijednostima zajednice, ali i astronomskim promatranjima. Brojni nadgledni tornjevi koji su izgrađeni uz njih predstavljaju kolika je njihova važnost bila za pustinjske zajednice. Oni su izvanredan primjer dobrog iskorištavanja tla, ali im uvijek prijeti propadanje podzemnog korita.

## Poveznice
- Kanat
- Šuštarski hidraulički sustav u Iranu

## Vanjske poveznice
- Ancient irrigation system (Oman) and Palaces of Genoa (Italy) among ten new sites on World Heritage List UNESCO news 13. srpnja 2006. (engl.) (fr.) Preuzeto 2. svibnja 2011.